# ام‌وی کاترد
ام‌وی کاترد (به انگلیسی: MV Cuthred) یک کشتی است که طول آن ۵۹٫۷۷ متر (۱۹۶٫۱ فوت) می‌باشد. این کشتی در سال ۱۹۶۹ ساخته شد.